# Höghöjdsblixt

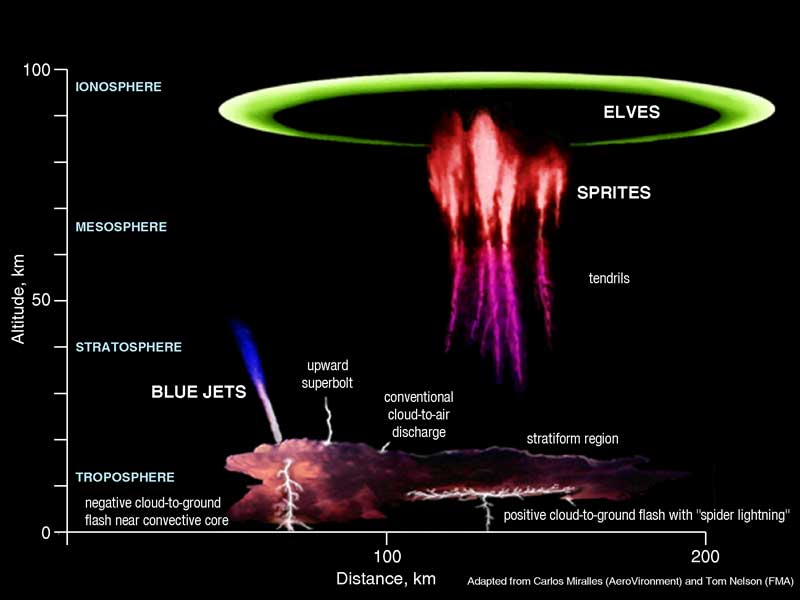
Höghöjdsblixtar

Höghöjdsblixt (även kallad Älva eller röd fe), är en blixt som uppkommer ovanför molnen. Fenomenet uppstår när blixten slår ner från molnets negativt laddade ovansida, som en följd strömmar elektroner från jorden upp till molnets topp. Det bildas ett elektriskt fält överst i molnet och ibland är detta fält så starkt att det bestjäl en stor del av molekylerna i den omgivande luften på deras elektroner. Därefter pressas elektronerna från laddningen 100 km upp i luften mot jonosfären. Där har ultraviolett strålning från solen joniserat många av luftens molekyler, vilket innebär att luften kan leda elektronerna.

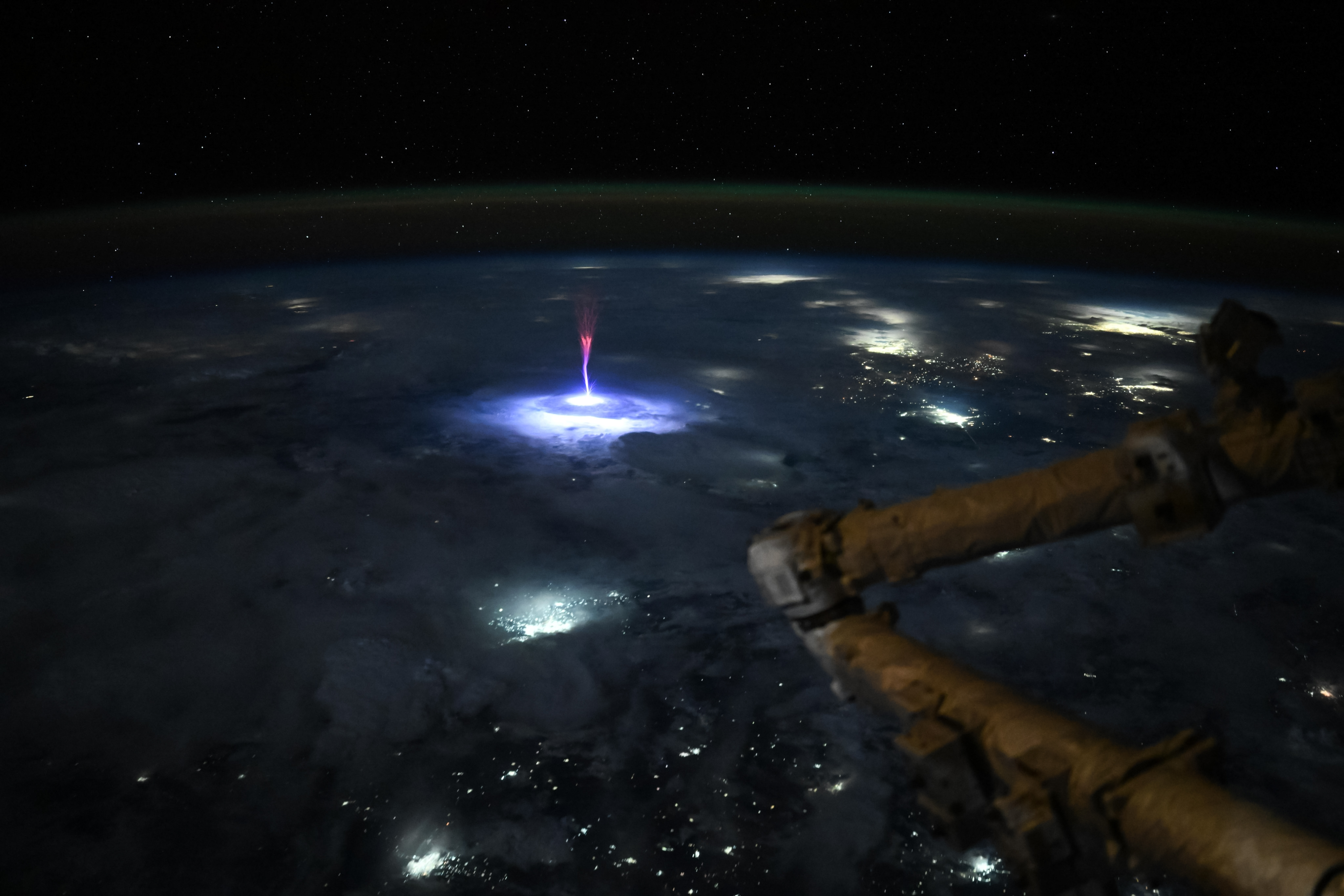
En gigantisk stråle, med röd fe i toppen fotograferad över Mexiko och Texas av astronauten Nichole Ayers ombord på ISS.